# Машко-пиро (язык)
Машко-пиро (Cujareno, Cujareño, «Mashco», Mashco Piro) — находящийся под угрозой исчезновения аравакский язык, на котором говорит народ машко-пиро, который проживает в регионе Верхняя Пурус, в провинции Пурус региона Укаяли в Перу. Американский лингвист, специалист по индейским языкам Терренс Кауфман считает его диалектом языка пиро, а Александра Айхенвальд предполагает, что это диалект мёртвого языка иньяпари.